# Vagtværn
|  | Denne artikel er oprettet af botten Steenthbot ud fra en ekstern database. Den kan derfor have sproglige fejl eller mangler. Denne skabelon kan fjernes efter kontrol af indholdet. |

Vagtværn er en dansk dokumentarfilm fra 1945 instrueret af Theodor Christensen.

## Handling
En beretning om København Kommunes vagtværn i tiden oktober 1944 til maj 1945. En rekonstruktion af hvordan vagtværnet blev til, efter at det danske politi var blevet sat ud af funktion den 19. september 1944, og hvilke opgaver de løste. Vagtværnenes formål var at opretholde sikkerhed og ro og orden i en periode præget af lovløshed. Det er af største vigtighed at sætte den rette mand i spidsen for opgaven og at få rekrutteret de ca. 1000 mand, der skal indgå i værnet. Melchior Larsen bliver valgt til vagtchef og bygger organisationen op fra bunden. 10 stationer fordelt over hele byen etableres.